# Chiesa di San Sebastiano (Budoni)
La chiesa di San Sebastiano è un edificio religioso situato nella frazione di Tanaunella, in comune di Budoni, centro abitato della Sardegna nord-orientale. Consacrata al culto cattolico, fa parte della parrocchia di San Giovanni Battista, diocesi di Nuoro.